# Mark Geiger
Mark Geiger (født 25. august 1974) er en amerikansk tidligere fodbolddommer, der tidligere dømte i Major League Soccer og som har været på FIFAs Internationale Dommerliste fra 2008. Han er i dag direktør i den amerikansk/canadiske Professional Referee Organization (PRO).
På internationalt niveau har Geiger bl.a. dømt ved Sommer-OL 2012, ved 2013- og 2015 CONCACAF Gold Cup og ved VM i fodbold 2014 og VM i fodbold 2018. Ved turneringen i 2014 var han den første dommer fra USA, der kom til at dømme ved VM's slutkampe. Før han blev fuldtidsprofessionel dommer var Geiger gymnasielærer i matematik.